# Minette Libom Li Likeng
Minette Libom Li Likeng (née Minette Mendomo), née le 4 mars 1959, est une femme politique camerounaise. 
Elle occupe le poste de ministre des Postes et Télécommunications depuis le remaniement ministériel du 2 octobre 2015, dans le gouvernement Philémon Yang puis dans le gouvernement Joseph Dion Ngute.

## Biographie

### Jeunesse et études
Elle est née le 4 mars 1959 à Mveng (Esse), une localité de la région du Centre au Cameroun.
Elle fait ses études primaires dans sa ville de naissance. Elle obtient le brevet d'études du premier cycle (BEPC) en 1976, le probatoire scientifique (Série D) en 1978 et le baccalauréat série D l'année suivante, en 1979. Elle s'exile ensuite dans la capitale camerounaise, Yaoundé, pour y poursuivre ses études universitaires dans l'unique université que compte le pays à cette époque, l'université de Yaoundé I. Elle obtient une licence en sciences économiques, option analyse et politiques économiques en 1982. Elle décroche en 1984 le diplôme d'inspecteur des régies financières (option douane) de l'École nationale d'administration et de magistrature (ENAM).

### Activités
Elle commence sa carrière professionnelle en 1984 comme inspectrice de visite au bureau principal de la gare centrale de Yaoundé. Quatre ans plus tard, en 1988, elle quitte la capitale politique du Cameroun, pour la capitale économique, Douala. Elle y occupe le poste de chef service de liaison informatique du secteur des douanes de la région du Littoral. En 1992, elle est chargée des études au secrétariat général du ministère des Finances. En 1995, elle devient inspectrice vérificatrice au secteur du centre de la capitale politique. Parallèlement à cette fonction, elle devient dès 1997 enseignante vacataire de l'École nationale d'administration et de magistrature. En 2002, elle est promue chef de division de la législation et du contentieux à la Direction des douanes. En 2004, elle devient chef de division de la législation et de la coopération internationale à la Direction des douanes, fonction qu'elle cumule avec celle de relais du directeur des douanes et assurant tous les cas d’intérim. Durant la période allant de 2004 à 2007, elle exerce la fonction spécifique de relai du directeur général des douanes et assurant tous les cas d'intérim. Elle finit par occuper le poste de directeur général des douanes de 2008 à 2015. 

### Politique
Elle est membre du Rassemblement démocratique du peuple camerounais (RDPC), le parti au pouvoir.

## Distinctions
Elle reçoit trois distinctions au Cameroun du programme mis en place par les Nations unies intitulé Objectifs du millénaire pour le développement (OMD).
- 1988 : Diplôme de l'OMD (Meilleur agent)[2]
- 2002 : Diplôme de l'OMD (Meilleure agent) en matière d'éthique professionnelle
- 2005 : Médaille de l'OMD pour actions significatives pour le rayonnement de la douane au niveau mondial

Elle fait partie des « 80 femmes influentes du Cameroun » en 2021, selon une recension établie par l'universitaire experte en gouvernance publique, Viviane Ondoua Biwolé.